# S:t Mikaels kloster (Tallinn)
S:t Michaels kloster var ett kloster för kvinnor ur cisterciensorden i Tallinn i Estland. Det hade domsrätt över flera byar och områden. Klostret var verksamt från 1200-talets mitt till 1629 (från 1543 som lutherskt kloster).  
Det exakta årtalet för klostrets grundande är inte känt, men år 1249 har föreslagits som troligt. Under reformationen stängdes klostret för nya medlemmar, och endast fyra av de dåvarande medlemmarna valde att stanna kvar. År 1543 undertecknades ett avtal mellan staden och adeln, där den dåvarande abbedissan Elsebe Soye tilläts behålla sin ställning på villkor att hon konverterade till den lutherska tron. Den sista abbedissan, Domina Kate Kudling, avled 1629, och därefter upplöstes klostret. 1631 överfördes det före detta klostrets tillgångar på staden.